# Khargone

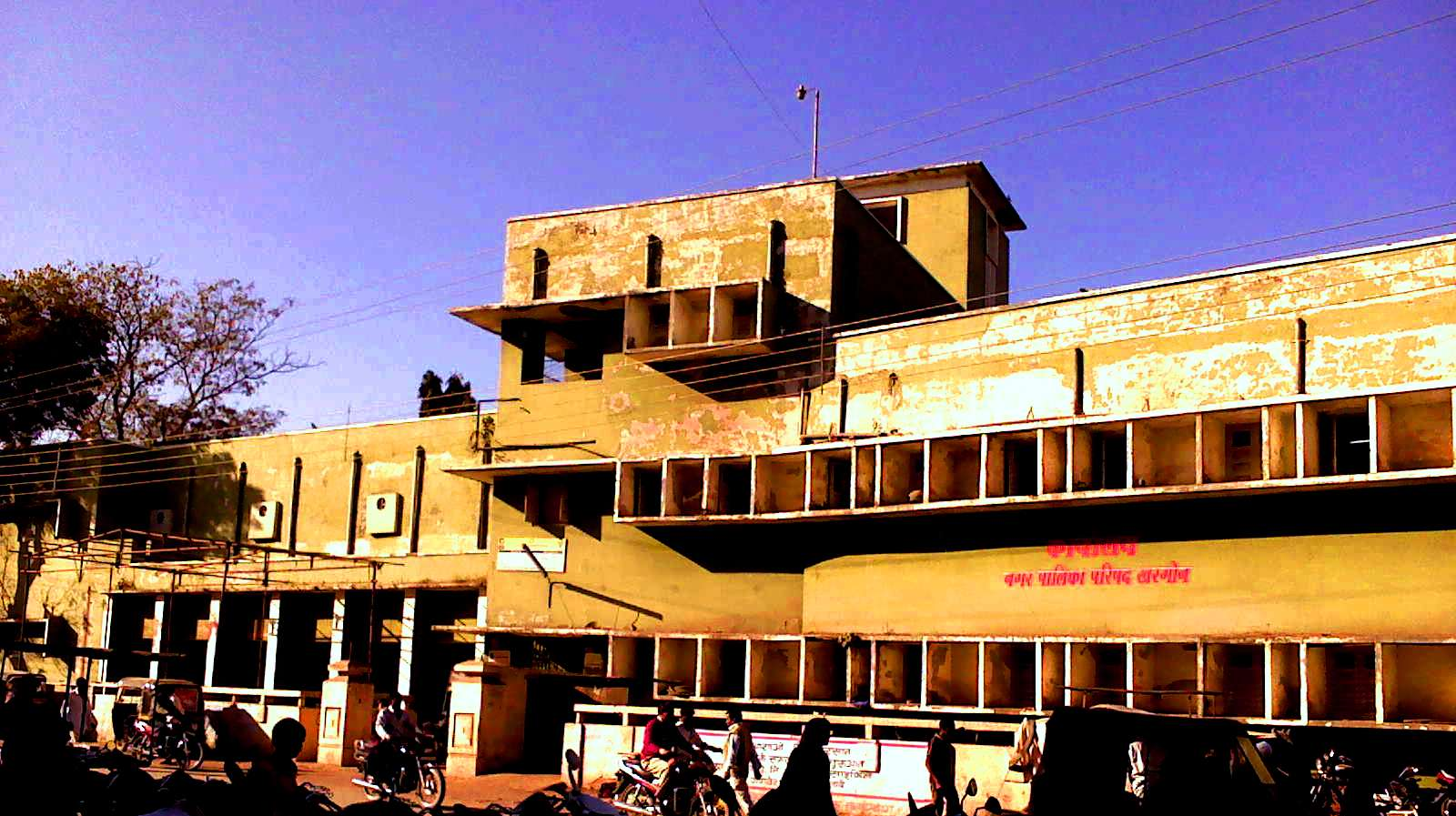
Rådhuset i Khargone.

Khargone är en stad i den indiska delstaten Madhya Pradesh och är centralort i ett distrikt med samma namn. Folkmängden uppgick till 106 454 invånare vid folkräkningen 2011, med förorter 133 368 invånare.